# Biserica fortificată din Roșia, Sibiu
Biserica evanghelică fortificată din Roșia, județul Sibiu, a fost construită în secolul al XIII-lea. Figurează pe lista monumentelor istorice 2010, cod LMI SB-II-a-A-12526, cu următoarele obiective:
- cod LMI SB-II-a-A-12526.01 - Biserica evanghelică fortificată, începutul secolului al XIII-lea, transformată în secolele XIV - XVIII;
- cod LMI SB-II-a-A-12526.02 - Zid de incintă (fragmente), secolul al XV-lea;
- cod LMI SB-II-a-A-12526.03 - Turn-clopotniță, secolul al XV-lea.

## Istoric și trăsături
Roșia Săsească, pe numele vechi Rothberg, este atestată documentar din anul 1327, când este pomenit un anume Ludovicus, "plebanus" (preot paroh al unei comunități) "de Ruffomonte" (Muntele Roșu, Rothberg).
Biserica din Roșia se încadrează în stilul romanic. A fost construită în jurul anului 1225 ca bazilică romanică, aspect care a suferit foarte puține modificări până acum. Are trei nave din piatră, absida corului este semicirculară. Din vechea bazilică se pot observa zidurile de piatră, coloanele cu arcurile dintre nava principală și navele laterale, cele patru travee ale arcelor în cruce din navele laterale, arcele în cruce ale corului, fațada vestică, portalul de nord cu pilaștri, și urmele ferestrelor de deasupra acoperișurilor navelor laterale. Biserica a mai suferit modificări în secolele XV-XVIII prin adăugarea unor piloni de susținere, un hol de intrare pe latura de vest, lărgirea unor ferestre, zidirea portalului din partea de nord și anexarea unei sacristii din cărămidă. La 1734 biserica suferă alte modificări, la ea mai adăugându-se amvonul cu  decorațiuni din lemn, și balustradă din fier (1781), altarul baroc (1782) o adevărată operă de artă. Arcul triumfal și absida corului au urme de pictură (stil neoclasic) și o inscripție în limba latină, datată din secolul al XIX-lea. Orga are șase registre, a fost construită în jurul anului 1850 de Heinrich Maywald și a beneficiat de reparații în anii 1900 și 2010. 
O altă campanie majoră de restaurare a bisericii are loc la 1889, când acoperișul navei este arcuit (anterior fiind plat) iar pilonii arcadelor întăriți. Neavând turn-clopotniță, locul acestuia este luat de singurul turn de apărare al fortificației încă vizibile din jurul bisericii. Acesta are înălțimea de 8 metri, în partea superioară având pe latura dinspre stradă, un ceas, actualmente nefuncțional.

## Biblliografie
D. CHISELIȚĂ - Roșia. Biserica în care, pe când la Berlin orăcăiau broaștele, se cânta în latină (Ziarul Tribuna)

## Imagini

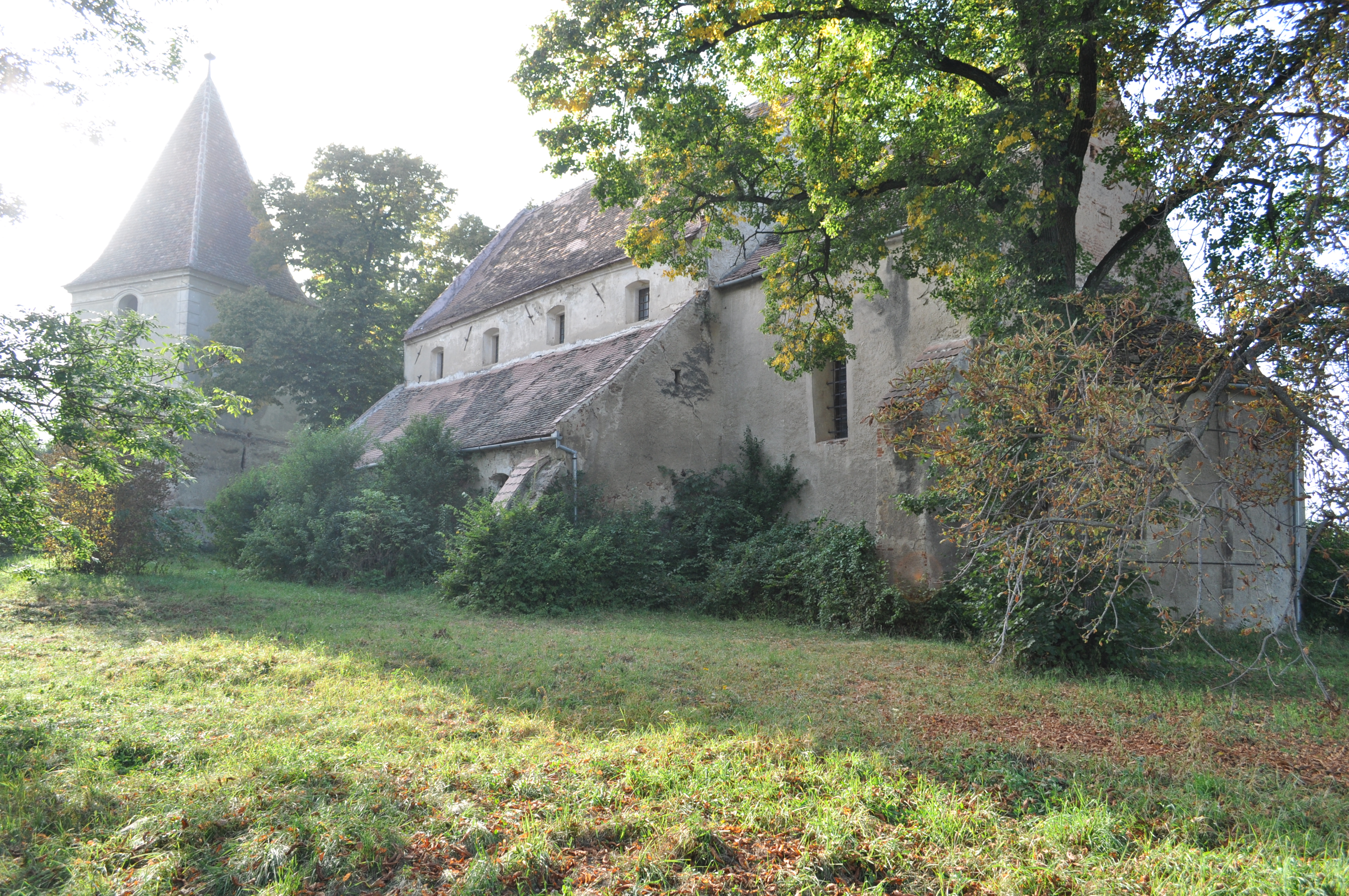
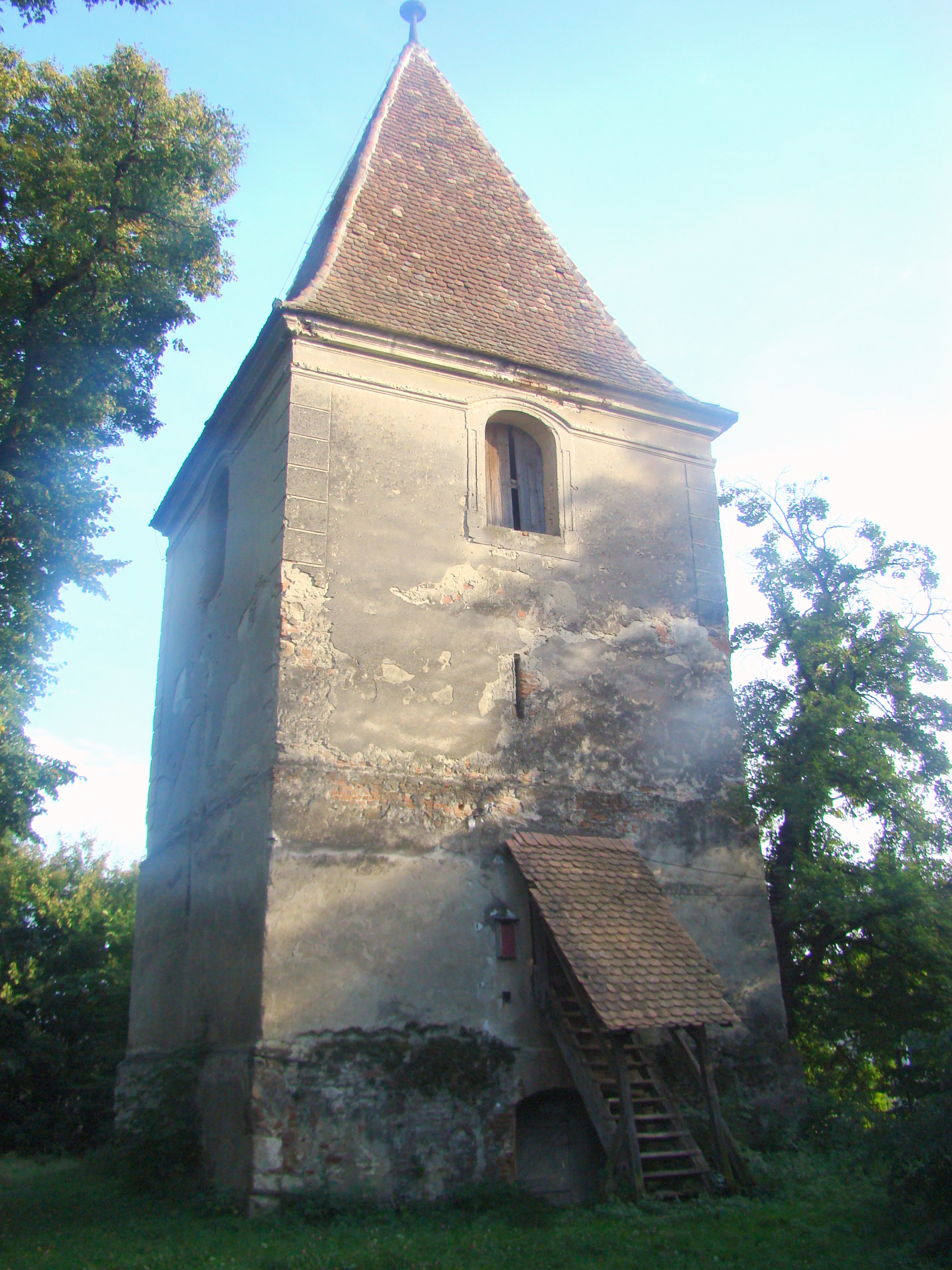
Turnul de apărare
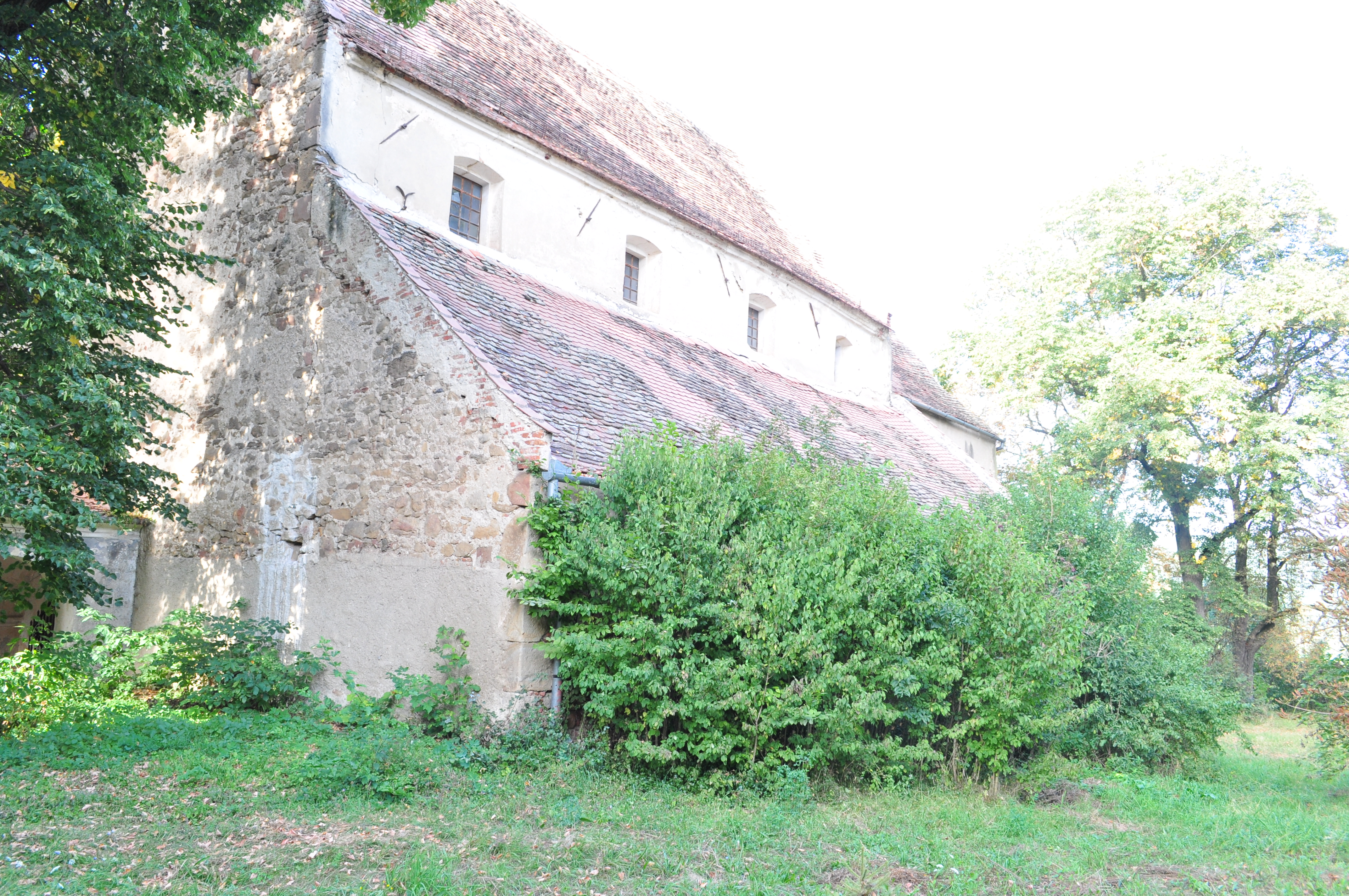
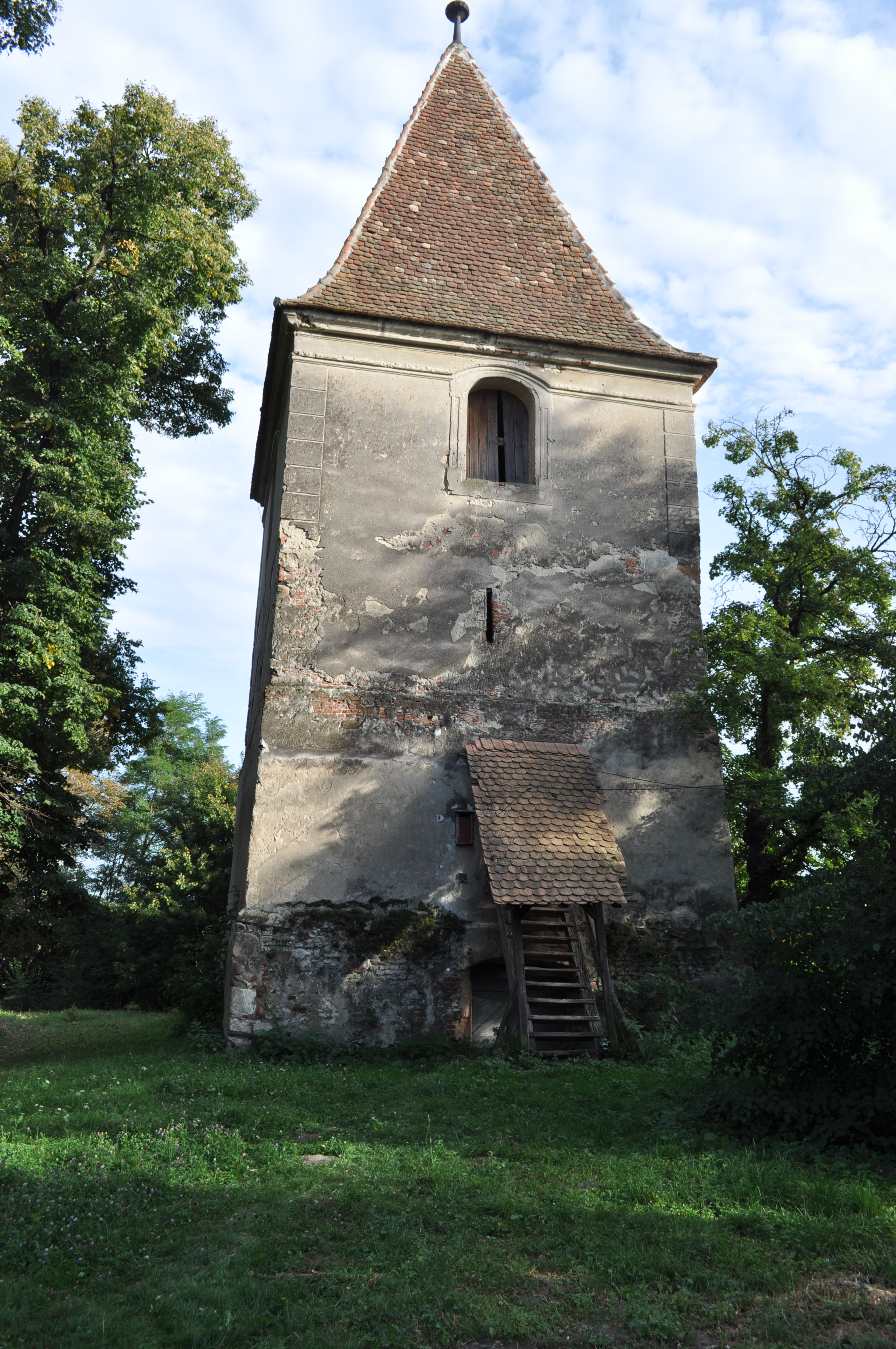
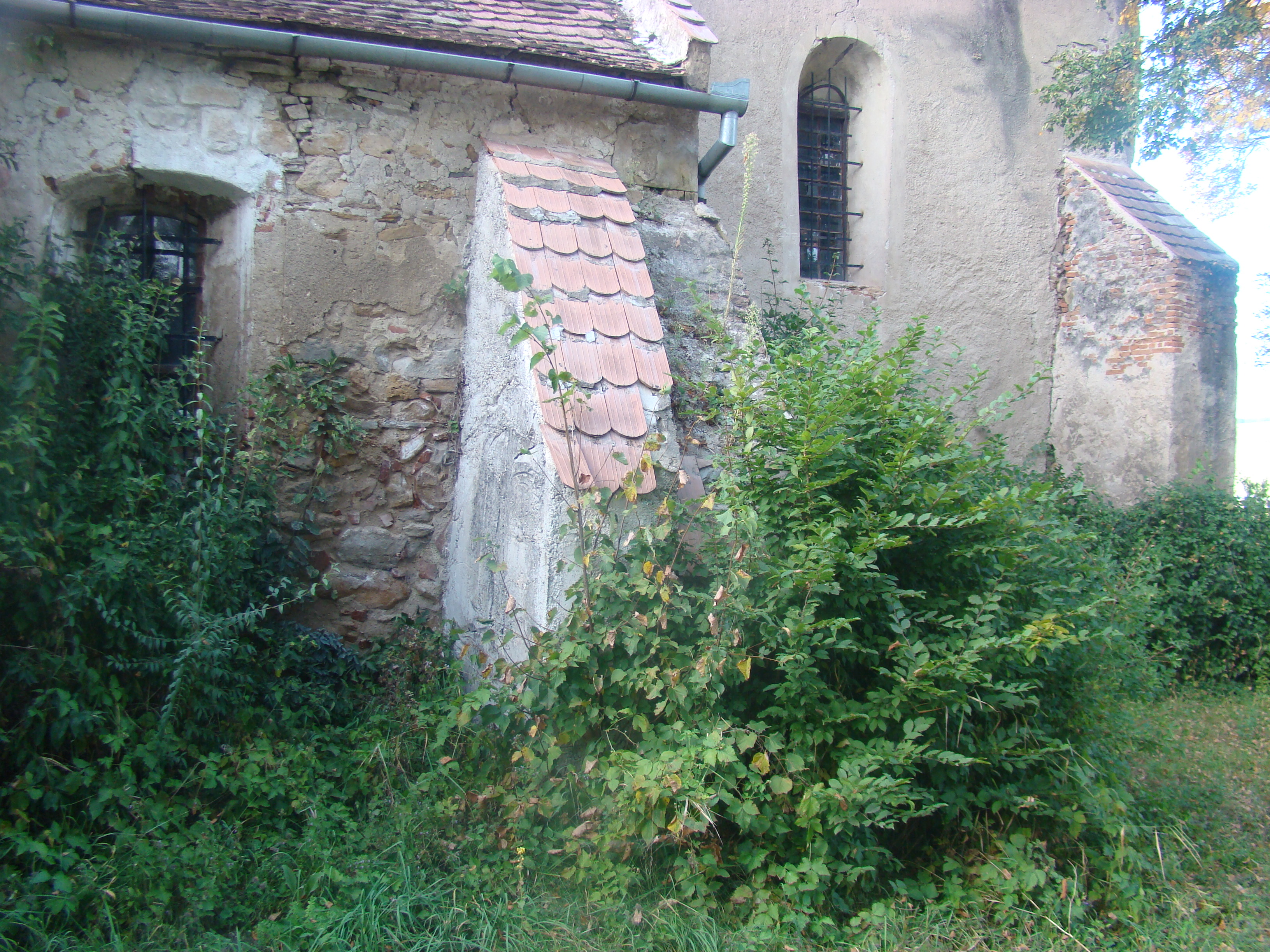
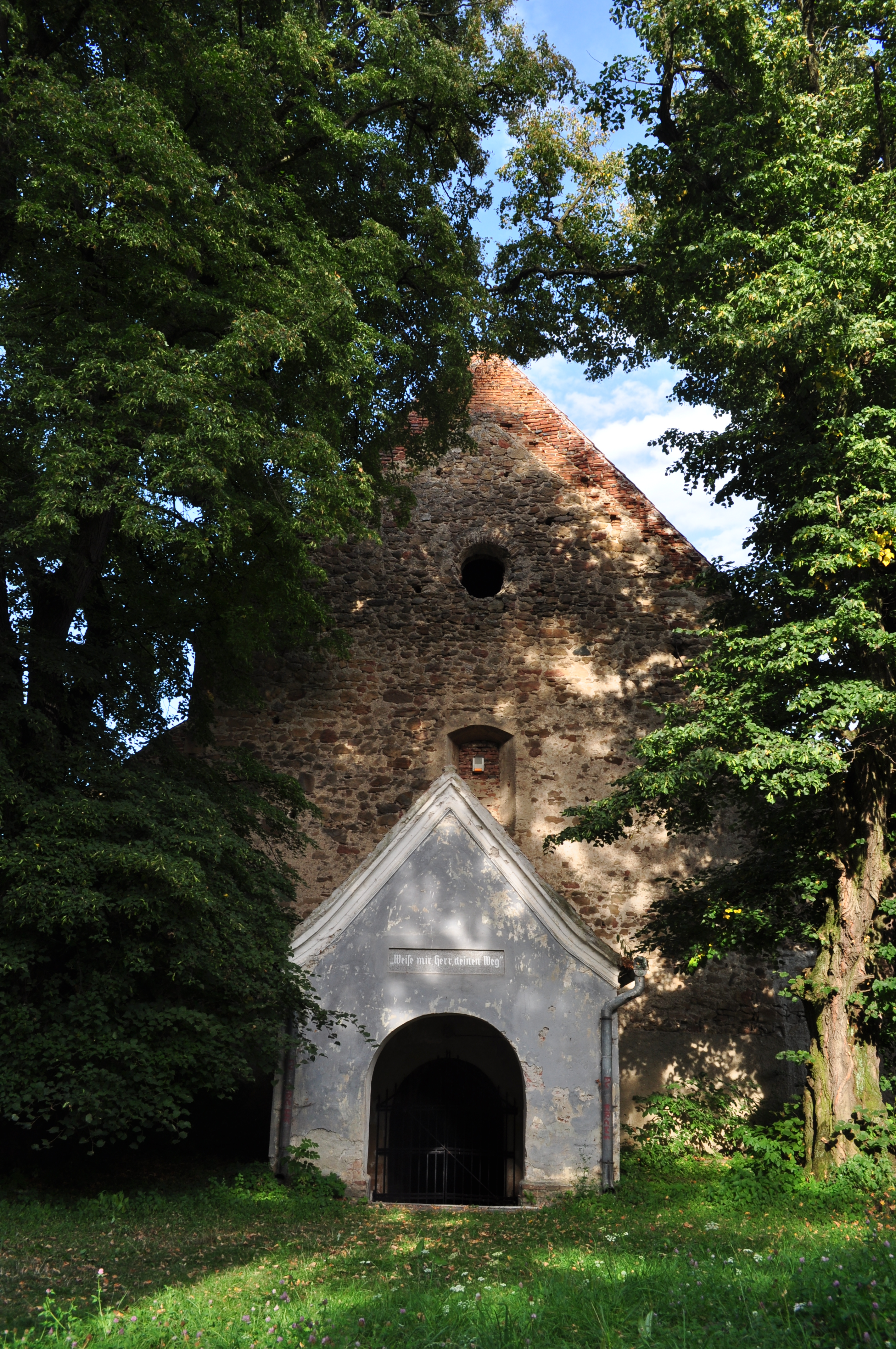
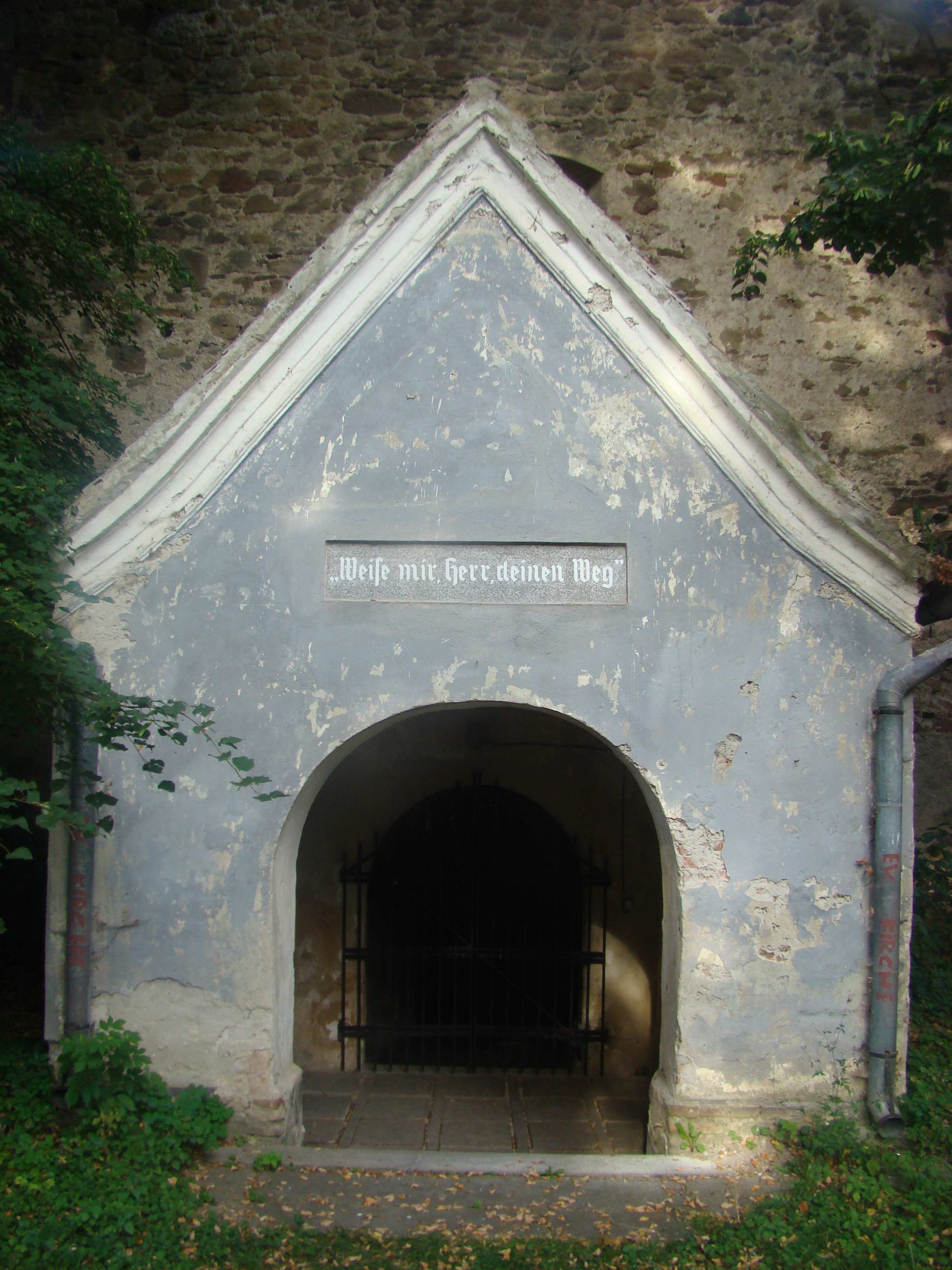
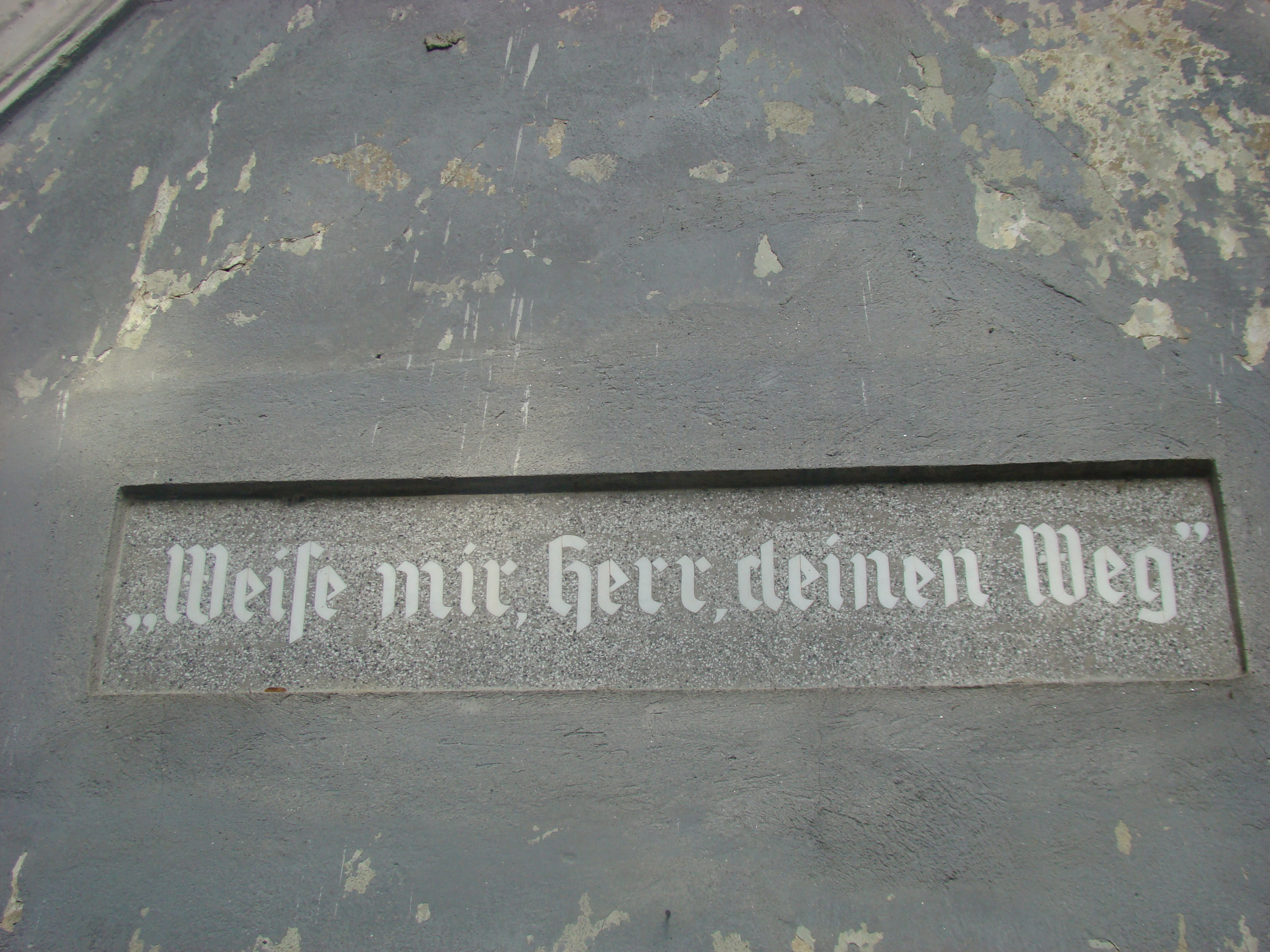
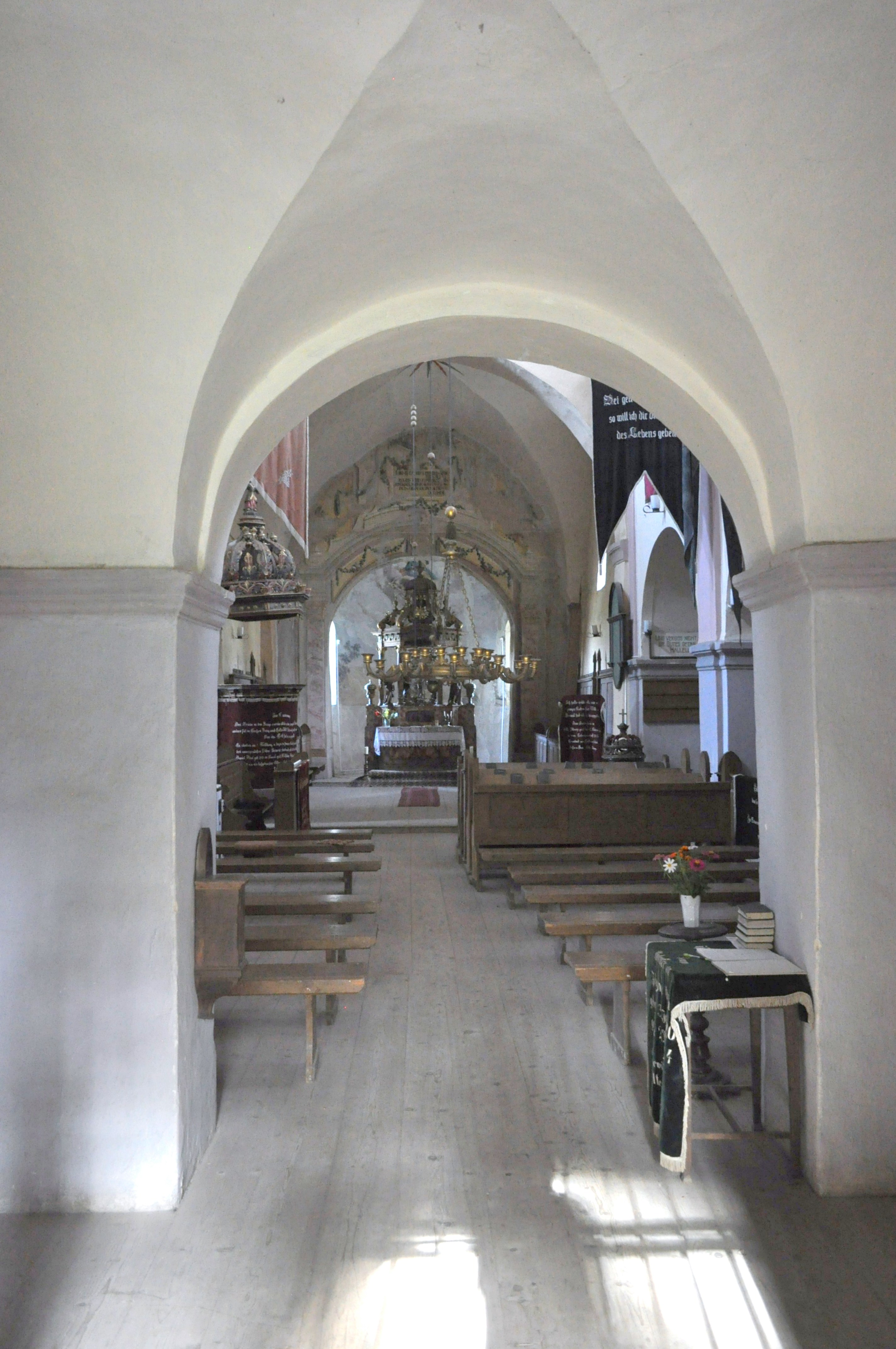
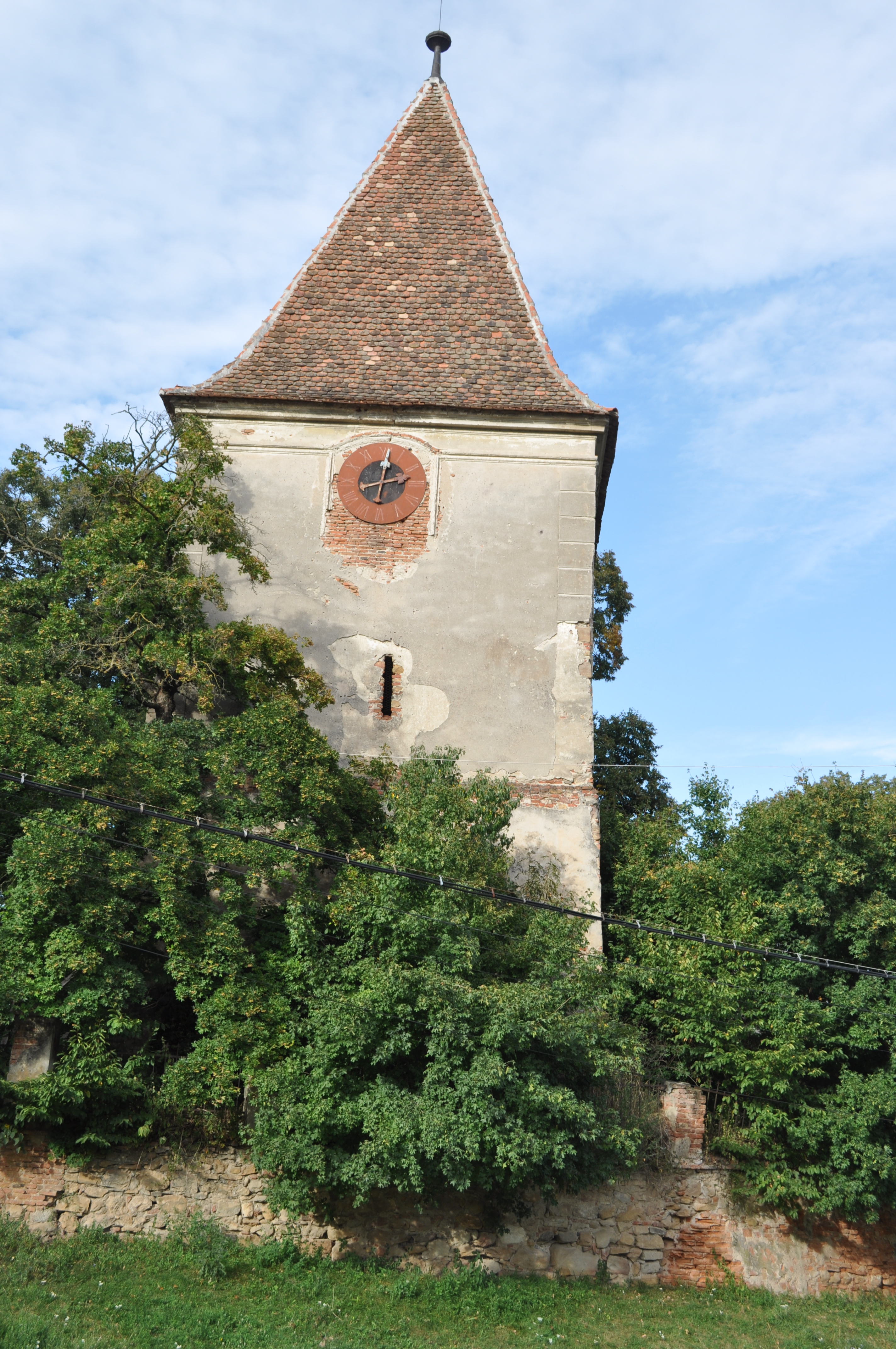
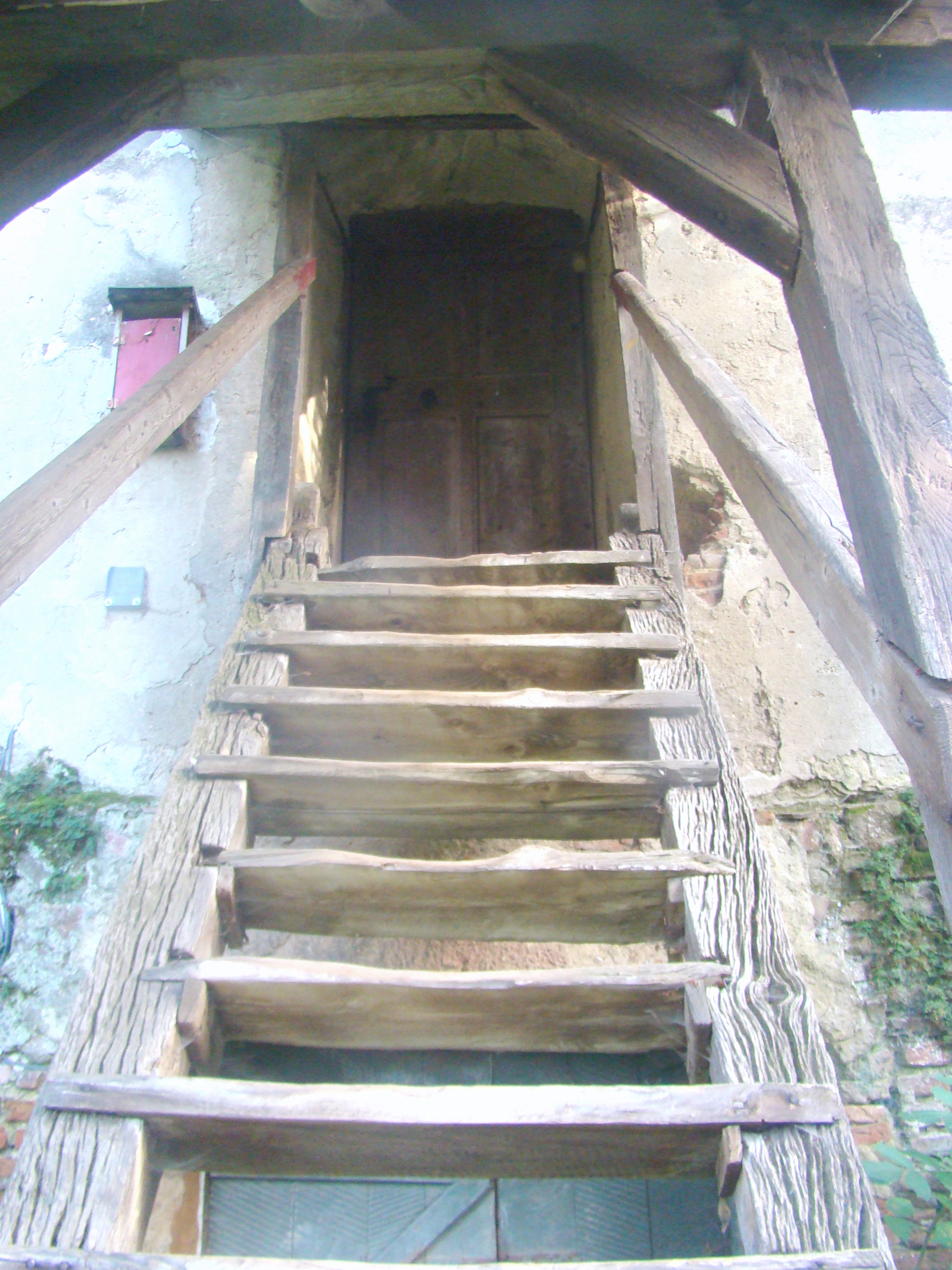
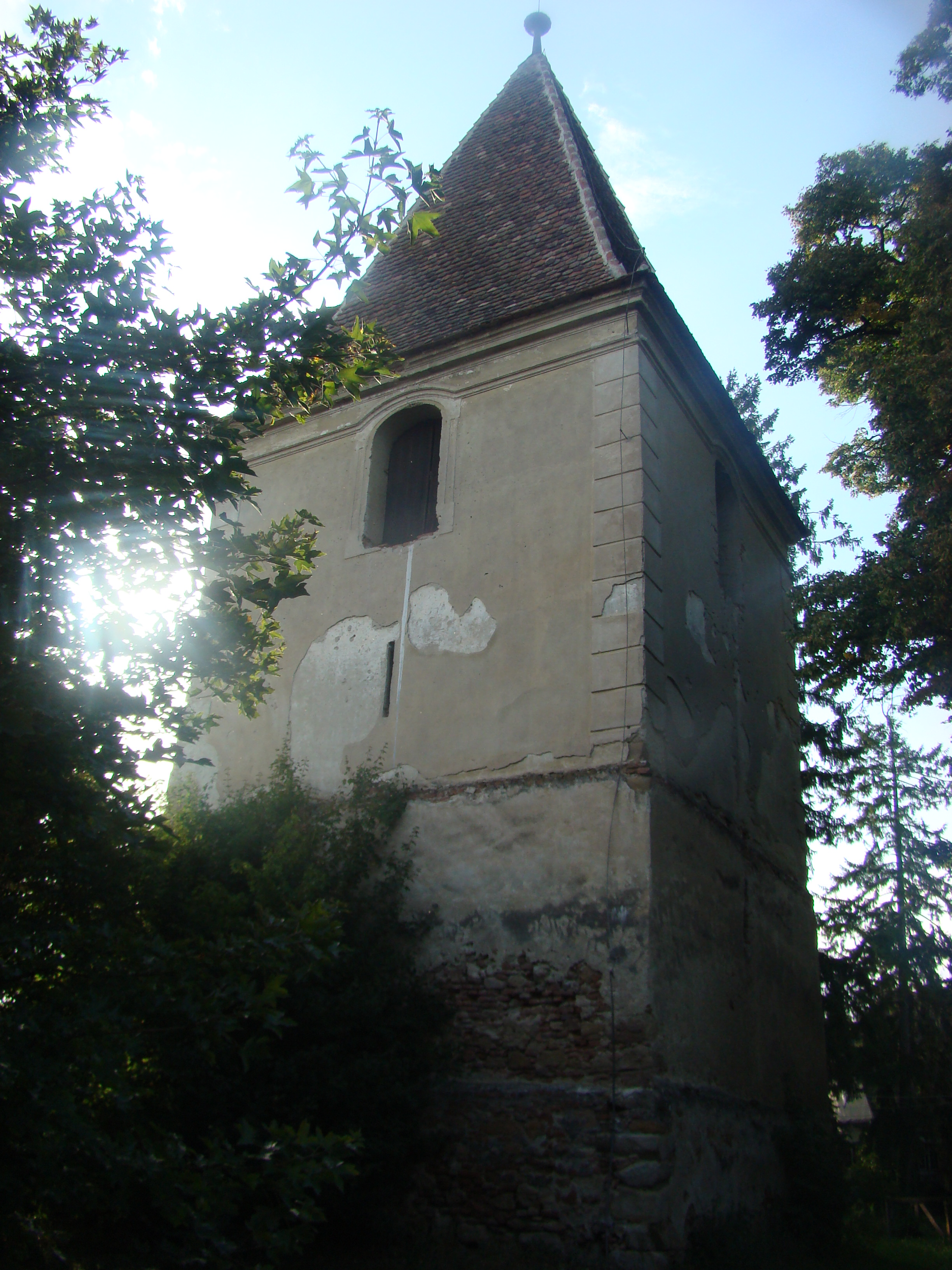
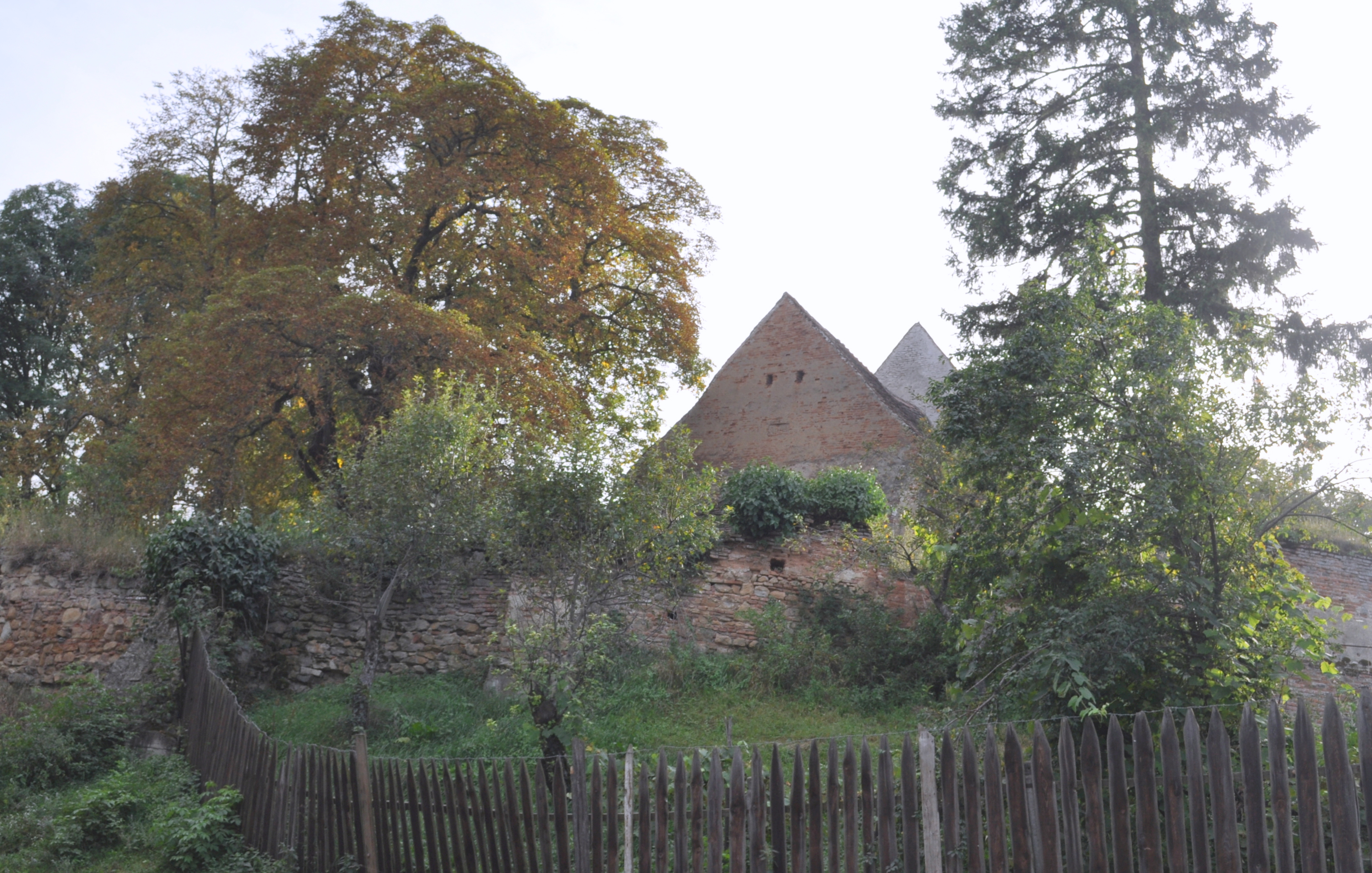